# Пауло Ібіре
Пауло Алехандро Ібіре (ісп. Paulo Alejandro Ibire; нар. 1 травня 1967) — аргентинський борець вільного та греко-римського стилів, чемпіон Південної Америки з вільної боротьби, бронзовий призер Південної Америки з греко-римської боротьби, учасник Олімпійських ігор.

## Спортивні результати на міжнародних змаганнях

### Виступи на Олімпіадах
| Змагання                    | Збірна    | Вагова категорія          | Місце |
| --------------------------- | --------- | ------------------------- | ----- |
| Літні Олімпійські ігри 1996 | Аргентина | вільна боротьба, до 68 кг | 18    |

### Виступи на Чемпіонатах світу
| Змагання                        | Збірна    | Вагова категорія                 | Місце |
| ------------------------------- | --------- | -------------------------------- | ----- |
| Чемпіонат світу з боротьби 1987 | Аргентина | греко-римська боротьба, до 62 кг | 15    |
| Чемпіонат світу з боротьби 1987 | Аргентина | вільна боротьба, до 62 кг        | 22    |

### Виступи на Панамериканських іграх
| Змагання                  | Збірна    | Вагова категорія                 | Місце |
| ------------------------- | --------- | -------------------------------- | ----- |
| Панамериканські ігри 1991 | Аргентина | греко-римська боротьба, до 62 кг | 6     |
| Панамериканські ігри 1991 | Аргентина | вільна боротьба, до 62 кг        | 4     |
| Панамериканські ігри 1995 | Аргентина | вільна боротьба, до 68 кг        | 10    |

### Виступи на Чемпіонатах Південної Америки
| Змагання                                    | Збірна    | Вагова категорія                 | Місце  |
| ------------------------------------------- | --------- | -------------------------------- | ------ |
| Чемпіонат Південної Америки з боротьби 1983 | Аргентина | греко-римська боротьба, до 57 кг | Бронза |
| Чемпіонат Південної Америки з боротьби 1983 | Аргентина | вільна боротьба, до 57 кг        | Золото |

### Виступи на інших змаганнях
| Змагання                                                             | Збірна    | Вагова категорія          | Місце |
| -------------------------------------------------------------------- | --------- | ------------------------- | ----- |
| Панамериканський Олімпійський кваліфікаційний турнір з боротьби 1996 | Аргентина | вільна боротьба, до 68 кг | 4     |